# Mexcala caerulea
Mexcala caerulea là một loài nhện trong họ Salticidae.
Loài này thuộc chi Mexcala. Mexcala caerulea được Eugène Simon miêu tả năm 1901.